# Die historie des patriarchen sijnte Joseph en andere vrome geschiedenissen en sermoenen

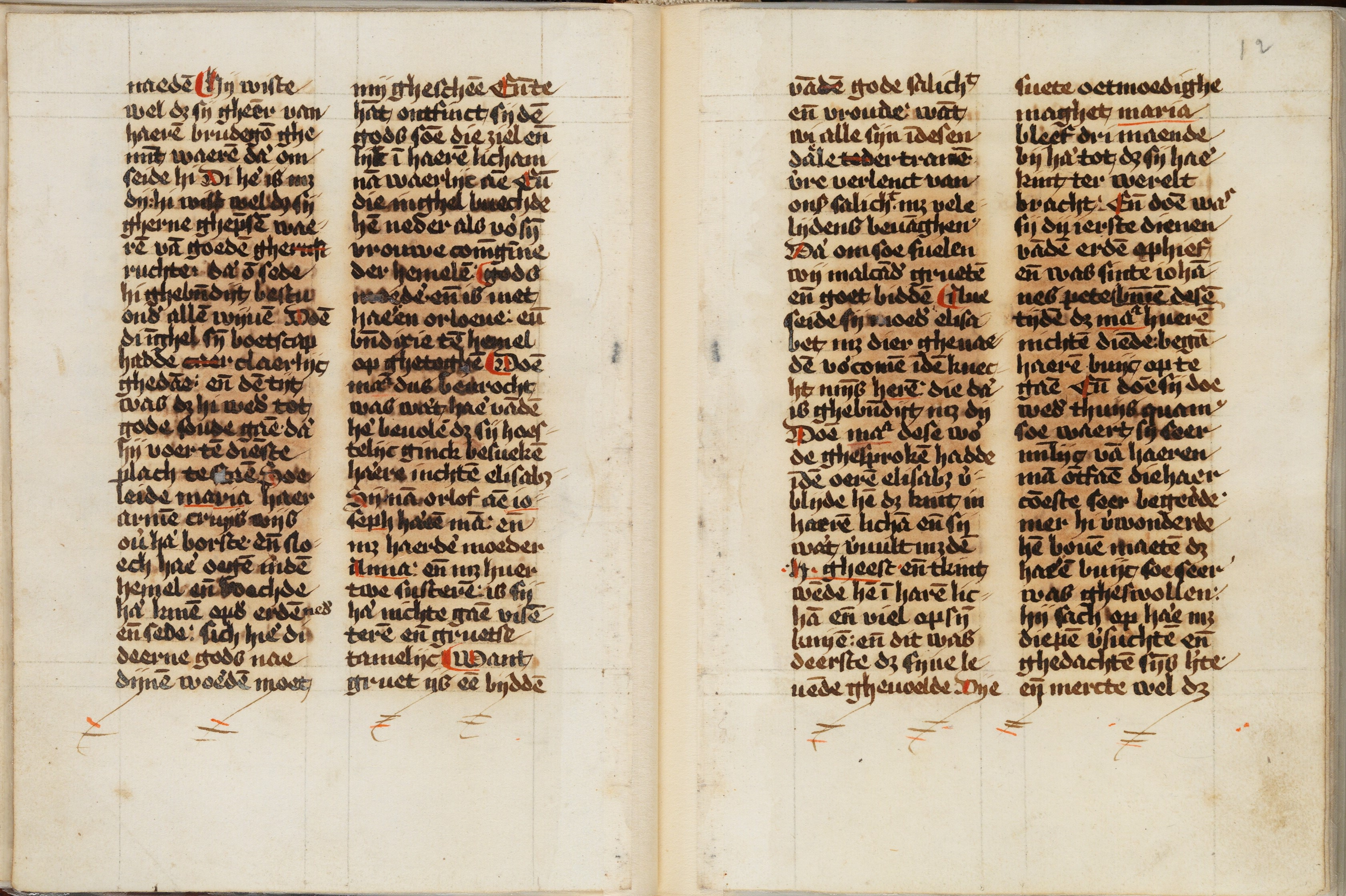
Fragment uit het verzamelmanuscript van verschillende heiliglevens, sermoenen en andere devote teksten. Door de slechte overlevering is het manuscript beschadigd.

Die historie des patriarchen sijnte Joseph en andere vrome geschiedenissen en sermoenen (Nederlands: De geschiedenis van de patriarch Sint-Josef en andere vrome geschiedenissen en preken) is een uniek handschrift bewaard in de Universiteitsbibliotheek Gent. Het bestaat uit verschillende heiliglevens en nog enkele andere devote en religieuze teksten. Het manuscript werd vervaardigd in Sint-Truiden en werd voltooid tussen 1500 en 1503. Het manuscript bevat teksten van Petrus Dorlandus, Henricus van Santen en nog enkele onbekende auteurs. 

## Inhoud
De belangrijkste passages uit het handschrift zijn de hagiografieën. Een hagiografie, heiligenleven of (heiligen)legende is de biografie van een heilige. Daarnaast verwijst 'hagiografie' naar heiligenlevens als literair genre. De hagiografieën in dit manuscript hebben als doel om een historische en biografische beschrijving van het leven van de heilige (Jozef en Anne) weer te geven, bewondering uit te drukken voor de heilige, een stichtend verhaal over te brengen in de vorm van een legende of mirakelverhaal én een associatie oproepen van het leven van een heilige met Bijbelverhalen of de biografie van oudere (meer bekende heiligen). Maar het handschrift bevat ook exempelen, sermoenen, mirakelverhalen en traktaten.
Chronologisch bestaat het handschrift uit de volgende onderdelen:
- Een verhaal over Sint-Jozef en de Heilige Maagd Maria
- Een hagiografie over Sint-Jozef
- Een hagiografie over Sint-Anne
- Een Sermoen over Sint-Anne
- Een exempel van Sint-Anne
- Mirakels en exempels van Sint-Franciscus
- De Passie van Christus en verwante verhalen
- Sermoenen en andere teksten geschreven door Henricus van Santen.

## Petrus Dorlandus
Petrus Dorlandus, ook Dorlandus van Diest, Petrus Dorlant, Petrus van Doorland, (Waalhoven bij Velp, 1454 – Diest, 25 augustus 1507) was de vicaris van het kartuizerklooster van Diest. Hij schreef de Corona Cartusiana, een geschiedenis van de Kartuizer orde tot 1468 en de Historie van S. Anna (1501). Ook wordt Petrus Dorlandus veelal beschouwd als de auteur van de bekende moraliteit Elckerlijc: de letterkundige Henri Logeman (1862-1936) identificeerde hem als de Peter van Diest die in een 16de-eeuwse Latijnse bewerking van de tekst als schrijver wordt genoemd, een interpretatie die thans meestal wordt overgenomen (zie verder Peter van Diest, ook voor andere opvattingen).